# Гута Станиславчицкая
Гута Станиславчицкая (укр. Гута Станіславчицька) — село в Черкасском районе Черкасской области Украины. На картах РККА М-36-88-А это было село Старая Гута.
Население по переписи 2001 года составляло 15 человек. Почтовый индекс — 19610. Телефонный код — 472.

## Местный совет
19610, Черкасская обл., Черкасский р-н, с. Софиевка, ул. Шевченка, 39